# پونتیان

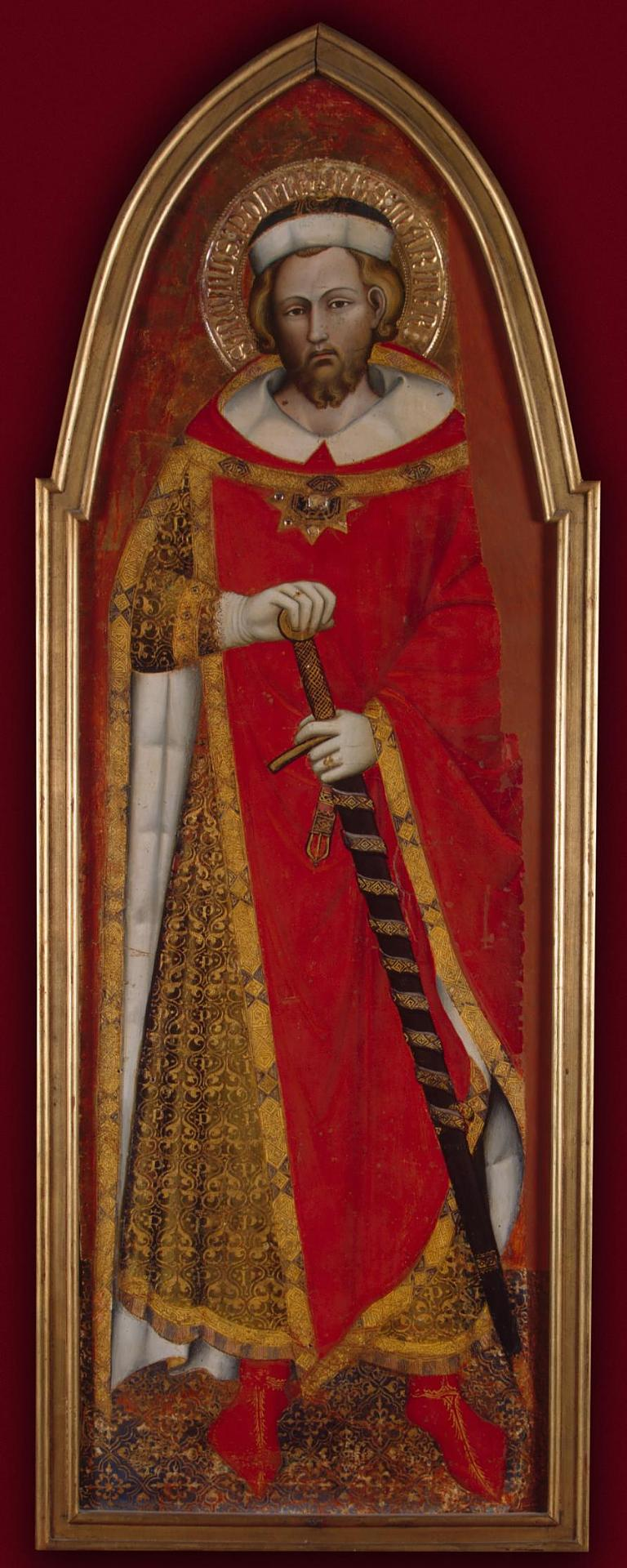

پاپ پونتیان (به انگلیسی: Pope Pontian) یکی از پاپ‌های کلیسای کاتولیک رم بود که در رم به دنیا آمد و بین سال‌های ۲۳۰ تا ۲۳۵ میلادی پاپ بود. در سال ۲۳۵، در جریان آزار و اذیت مسیحیان در زمان امپراتور ماکسیمینوس تراکس، پونتیان دستگیر و به جزیره ساردینیا فرستاده شد.
او از سلطنت کنار رفت تا انتخاب یک پاپ جدید امکان‌پذیر شود. هنگامی که پونتیان در ۲۸ سپتامبر ۲۳۵ استعفا داد، او اولین پاپی بود که این کار را انجام داد. این اجازه یک گذار منظم را در کلیسای کاتولیک رم داد و بنابراین به انشعابی که هجده سال در کلیسا وجود داشت پایان داد. برخی گزارش‌ها می‌گویند که او تنها چند هفته پس از ورودش به ساردینیا تا سرحد مرگ مورد ضرب و شتم قرار گرفت.